# Rolf Zacher
Rolf Zacher, född 28 mars 1941 i Berlin, död 3 februari 2018, var en tysk skådespelare. 
Zacher medverkade i över 160 filmer och TV-serier sedan 1961. Han är särskilt känd för sin huvudroll i  filmen Jaider, der einsame Jäger, som deltog i den 21:a filmfestivalen i Berlin.

## Filmografi (i urval)
- o.k (1970)
- Jaider, der einsame Jäger (1971)
- Männer wie wir (2004)
- Lulu und Jimi (2009)
- I ondskans tjänst (2010) (originaltitel: Jud Süß – Film ohne Gewissen)